# 不破氏
不破氏（ふわし）は、日本の氏族。

## 美濃国不破氏
百済系帰化人多利須々の後胤で、美濃国当芸郡野上郷仲山麓に生まれた宮勝木実（みやの すぐりの このみ）が、壬申の乱の功によって、当芸郡より分割した不破郡を賜り、不破と改姓したとされる。木実は不破郡大領となり、大宝2年（702年）の持統天皇美濃行幸の際、地方豪族最高位である外従五位下を授かっている。また、同じく壬申の乱に功のあった百済人淳武微子（淳武止）の後裔に、神亀元年（724年）に不破郡に生まれた不破勝（出家して善射）がいる。
さらに、清和源氏土岐氏も存在する。土岐頼遠の子のひとりの頼道が、不破氏と称した。

### 南宮大社社家の不破氏
不破郡大領宮勝氏の系譜を引く不破氏は、南宮大社の社家の一つとなった。後裔に寛永3年（1626年）に生まれ吉川惟足の高弟となり、不破神道を唱えた不破惟益がいる。

### 府中の不破氏
山城国西之岡の住人松井蔵人直家は、六波羅探題に仕え、元弘元年（1331年）の笠置山落城の際に後醍醐天皇を探し出して、鎌倉幕府から恩賞として美濃国に数か所の荘園を得ると、不破郡府中村に移住して不破氏と改姓し、子の直重以下も代々府中村に住んだと伝わる。直家との系譜は明確でないが、『美濃国諸家譜』によると、府中城主不破河内守直道は長禄元年（1457年）に土岐氏の家督争いで揖斐左近太夫基春らに与して斎藤利永らと戦って武功があった。その子不破小太郎は、応仁の乱に土岐成頼に属して山名宗全方に加わった。その子不破孫左衛門道広は西之保城（西保村 (岐阜県)、現・岐阜県安八郡神戸町西保）に移り、道広の孫が不破光治であるという。